# Isola di San Michele
San Michele és una illa de la llacuna de Venècia, situada entre el districte (sestiere) de Cannaregio i l'illa de Murano. A l'illa s'hi troba el principal cementiri de Venècia.
Té el seu origen al segle xix, quan es va enterrar un canal que separava dues illes diferents, San Michele i San Cristoforo, com a mesura per ampliar el cementiri que ocupava aquesta última.

## Història

### Isola di San Michele
Segons la tradició, la història de l'illa de San Michele va començar al segle x, quan les famílies Briosa i Brustolana hi van construir una església dedicada a Sant Miquel Arcàngel. Sempre segons la llegenda, un temps després hi hauria viscut com a ermità Sant Romuald, fundador de l'orde de la Camàldula.
El 1212, el capitoli de Torcello va concedir l'església als camaldulesos. El temple va ser renovat i reconsagrat l'any 1221. Es va construir un monestir annexe. Als voltants del 1300 la Seu Apostòlica li va concedir el títol d'abadia. A la segona meitat del segle xv, l'abad Pietro Donà va encarregar al famós arquitecte Mauro Codussi la reconstrucció del complex.
Amb el temps, es van realitzar altres intervencions, com ara la construcció dels claustres "grande" (a partir del 1501 i atribuït a Giovanni Buora), "della foresteria" (1523-1526), "della cappella Emiliani" (a parir del 1528, per Guglielmo Bergamasco) i "della cavana" (1575).
L'any 1810, les lleis napoleòniques van colpir l'abadia de San Michele: la comunitat va ser dissolta i els béns confiscats. Amb l'arribada dels austríacs, el complex va ser destinat a presó política fins al 1829, any en el quual va ser donat a l'orde dels frares menors conventuals que l'han gestionat fins ara.

### Isola di San Cristoforo
Al sud de San Michele, si trobava l'illa de San Cristoforo. D'aquesta, més petita que la de San Michele, hi ha notícies a partir del 1332, quan hi va ser construït un molí de vent. Alguns anys més tard, el propietari era un petit hospici dedicat als sants Cristòfor i Onofre.
Ja al segle xv, l'illa era abandonada i el dux Francesco Foscai, el 1424 va donar l'hospici a Giovanni Brunacci, de l'orde del Santíssim Salvador perquè el recuperés. El 1435, el van succeir els agustins del monestir de Monteortone, que van reconstruir l'església.

## Cementiri
L'any 1807, el complex de San Cristòforo va ser tancat i els frares van ser transferits a Santo Stefano. Tots els edificis de l'illa van ser demolits seguint l'edicte de Saint Cloud, que estipulava que el lloc seria dedicat per contenir-hi un cementiri. L'illa es va envoltar de muralles i s'hi va construir una capella ortogonal.
El 1818, per augmentar l'extensió del cementiri, la comuna de Venècia va adquirir l'illa de San Michele als austríacs. El 1835 es va aprovar el projecte d'ampliament i el 1839 les dues illes es van unir enterrant l'estret canal que les separava.
El cementiri conté 7 tombes de guerra de la Primera Guerra Mundial d'agents i mariners de la Royal Navy i la marina mercant britàniques.
Entre els enterrats al cementiri de l'illa hi ha Igor Stravinsky, Joseph Brodsky, Jean Schlumberger, Christian Doppler, Frederick Rolfe, Horatio Brown, Sergei Diaghilev, Ezra Pound, Luigi Nono, Catherine Bagration, Franco Basaglia, Paolo Cadorin, Zoran Mušič, Helenio Herrera, Emilio Vedova, i Salvador de Iturbide y Marzán. El cementiri encara és utilitzat actualment.